# Горкхаланд

Флаг национального фронта освобождения гуркхов

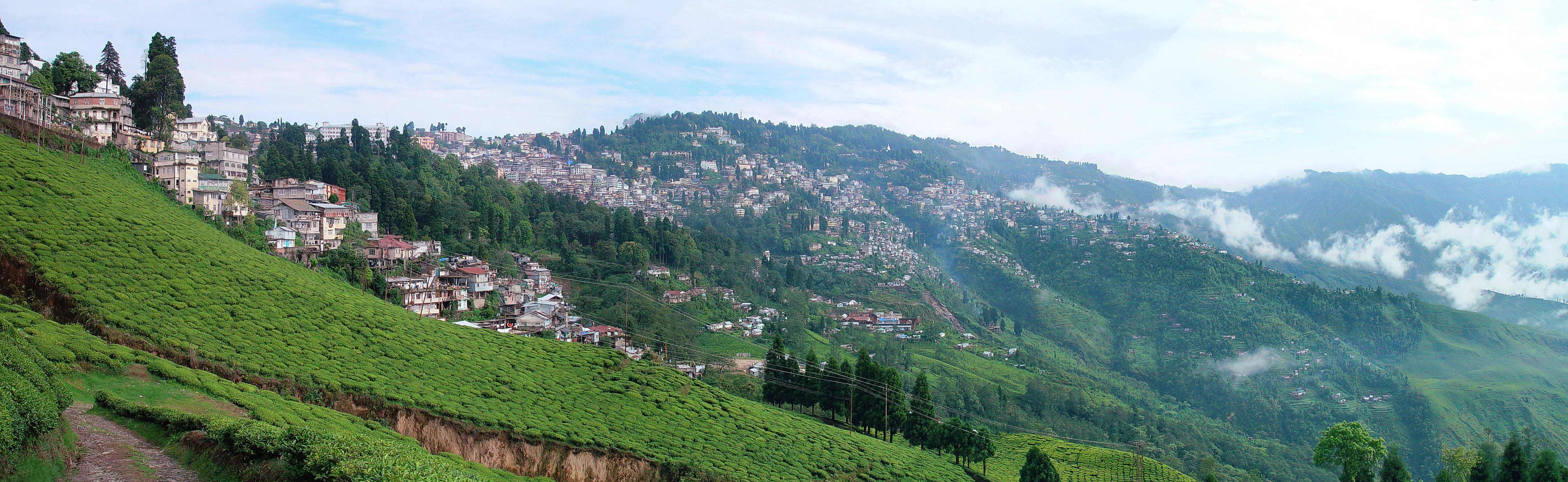
Дарджилинг

Горкхаланд (Хинди: गोर्खाल्याण्ड) — территория около города Дарджилинг и в дуарах на севере штата Западная Бенгалия, которую населяют гуркхи, говорящие на языке непали. Кампания с требованиями самоопределения гуркхов началась в 1980-е годы по инициативе Национального фронта освобождения гуркхов (GNLF), который возглавлял Субаш Гхисинг, автор проекта организации Горкхаланда. По замыслу Гхисинга Горкхаланд должен был представлять собой отдельный штат в Индии, независимый от Западной Бенгалии.
В 1988 году был создан Совет горных гуркхов Дарджилинга (DGHC), получивший автономию управления трёх подокругах округа Дарджилинг.
Субаш Гхисинг, получив должность председателя совета, представил правительству план проведения независимых выборов в панчаят. Инициативу поддержал Раджив Ганди, однако попытка провести поправку для многих регионов такого рода не смогла пройти утверждение парламента. В 1992 году парламент принял другой законопроект, который сильно затруднил создание местного самоуправления через панчаяты, причём под действие не попадали другие горные автономии, но для Дарджилинга не было сделано исключения. Гхисинг решил, что такой проект был пролоббирован правительством Западной Бенгалии, и стал снова поднимать агитацию за создание Горкхаланда, призывая также бойкотировать выборы в панчаяты. Однако он не получил поддержку в своей партии. В результате партия раскололась, создалась Всеиндийская лига гуркхов под руководством Читена Шерпы, которая смогла получить значительное количество мест в панчаяте.
Раскол привёл к тому, что Читена Шерпа поднял скандал, обвинив Гхисинга в растрате фондов, и в расследование включилось правительство Западной Бенгалии.
В 2008 году образовалась партия Гуркха Джанмукти Морча, выступившая снова с требованиями отдельного штата (не подчинённого Западной Бенгалии), которые были категорически отвергнуты правительством Западной Бенгалии и центральным правительством Индии. По предложению партии в Горкхаланд должна быть включена теперь уже вся территория округа Дарджилинг, а также значительная часть округа Джалпайгури (тераи). При этом официальным языком Горкхаланда должен стать горкхали — диалект непали, рассматриваемый как отдельный язык.
Противники проекта отмечают, что гуркхское население Силигури составляет там около 10 %, а в дуарах округа Джалпайгури 30 %, и создание такой автономии создаст проблемы для подавляющего большинства населения, говорящего на бенгали.

## История
Окрестности Дарджилинга, дуары и тераи вокруг Силигури ранее входили в Сикким.

### Британская колонизация
В 1835 году англичане взяли в аренду Дарджилинг у махараджи Сиккима за годовую плату в 3000 рупий.
В 1940-е годы Коммунистическая партия Индии (CPI) включила гуркхских рабочих по сбору чая в комиссию по реорганизации государства. Лига ABGL выдвинула программу создания союзной территории, подчинённой Непалу.

### Независимая Индия
В 1980-е годы Субаш Гхисинг выдвинул план по созданию Горкхаланда, включающего Совет горных гуркхов Дарджилинга, а также Силигури и дуары. Он же возглавил новосозданный Фронт национального освобождения гуркха (GNLF), который провёл вооружённые выступления. В столкновениях с властями погибло 1200 человек. В 1988 году был создан Совет горных гуркхов Дарджилинга (DGHC). Субаш Гхисинг смог пройти в руководство DGHC и стать председателем совета, в 2008 году он снова выдвинул требования о создании Горкхаланда.

## Недавние события

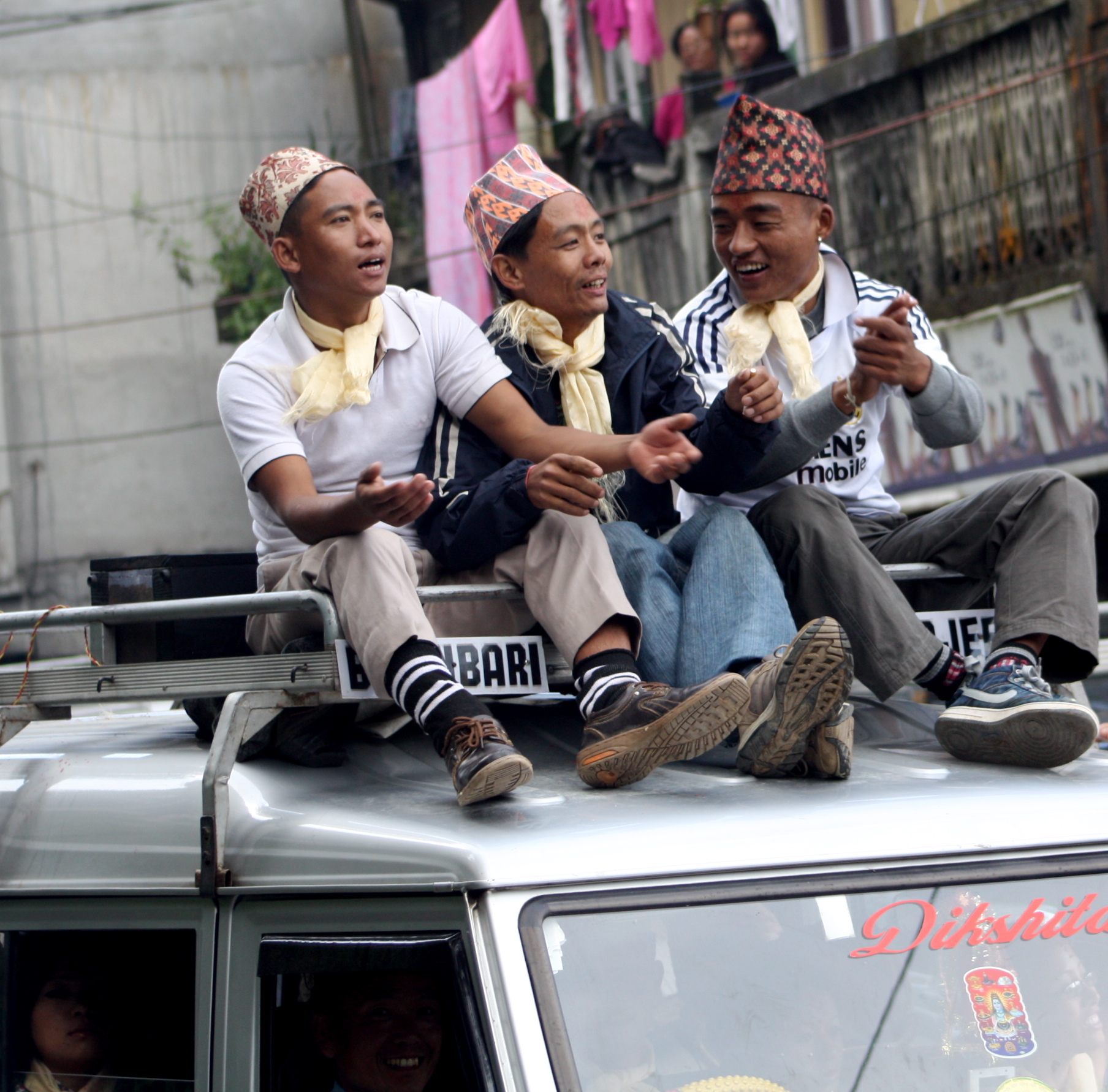
Гуркхи в Дарджилинге

В 2009 году «Бхаратия джаната парти» объявила, что в случае победы на выборах она займётся самоопределением малых народов и выделит Горкхаланд и Телангану в отдельные штаты. Однако партия не смогла победить на выборах. Тем не менее этот вопрос продолжает рассматриваться в правительстве.
В процессе борьбы за создание Горкхаланда возникли стычки между умеренными и радикальными гуркхскими группами. 21 мая 2010 года был убит руководитель умеренной группы «Всеиндийская лига гуркхов» (Акхил Бхаратья Гуркха, ABGL). Правительство Западной Бенгалии после убийства стало принимать жёсткие меры против организации Гуркха Джанмути Морча, которая подготовила акцию.